# کوه بالبی
کوه بالبی (به لاتین: Mount Balbi) یک آتشفشان چینه‌ای و کوه در پاپوآ گینه نو است که در منطقه خودمختار بوگن‌ویل واقع شده‌است. کوه بالبی ۲٬۷۱۵ متر بالاتر از سطح دریا واقع شده‌است.